# Pallavolo Atripalda 2012-2013
Questa voce raccoglie le informazioni riguardanti la Pallavolo Atripalda nelle competizioni ufficiali della stagione 2012-2013.

## Stagione

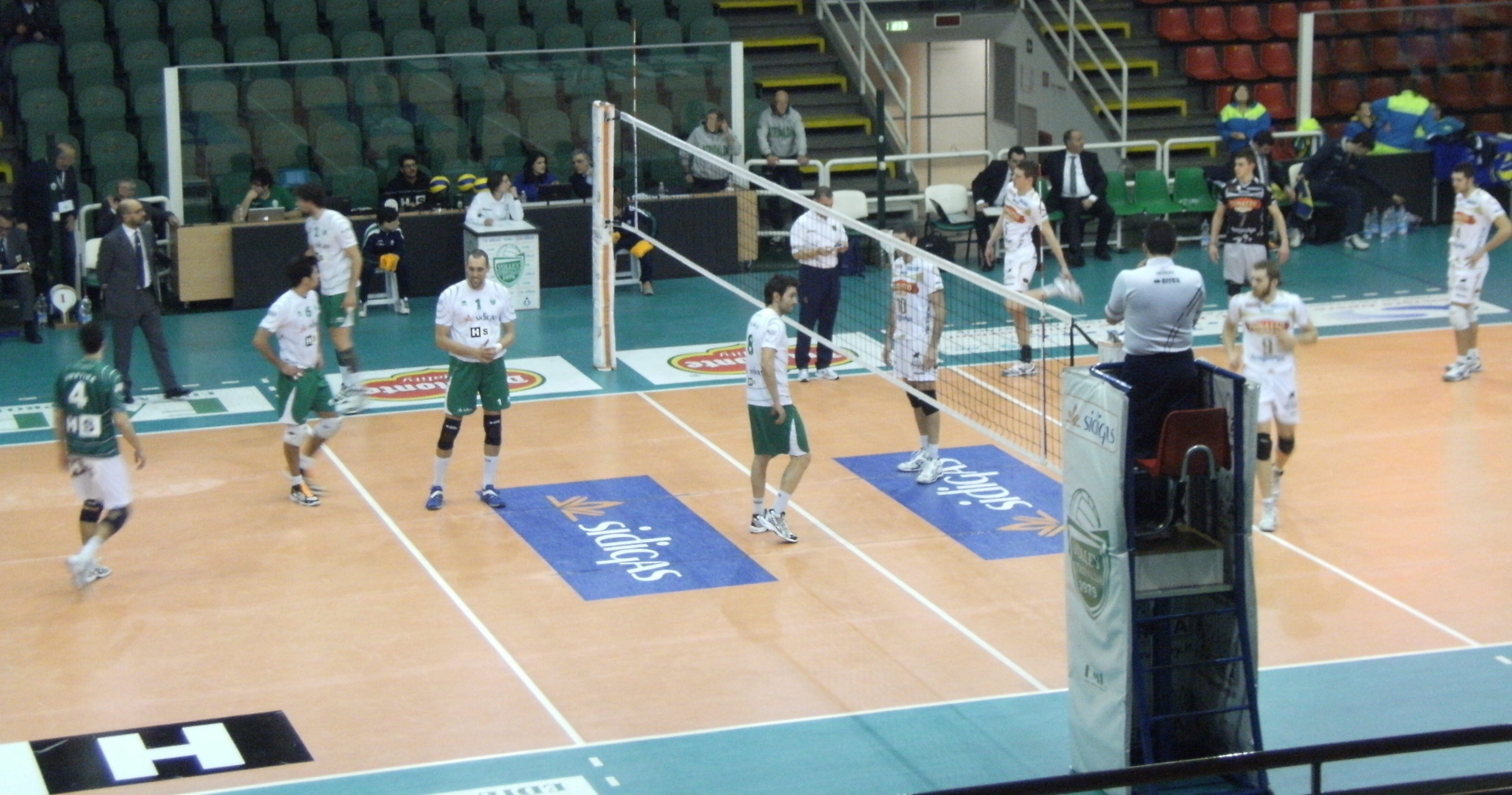
Fase di gioco

Nella stagione 2012-13 la Pallavolo Atripalda disputa il suo secondo campionato consecutivo in Serie A2, nonostante la retrocessione maturata nell'annata precedente: la società acquista il titolo sportivo dal Volley Lupi Santa Croce e ottiene il diritto di partecipare alla serie cadetta. La squadra viene completamente rivoluzionata: tutti i giocatori della stagione precedente vengono ceduti, mentre il mercato in entrata vede l'acquisto di giocatori esperti come Mario Scappaticcio, Andrea Di Marco e Roberto Cazzaniga, a cui si affiancano pallavolisti giovani come Antonio De Paola e Davide Candellaro.
L'avvio in campionato è segnato da due vittorie: dopo la prima sconfitta contro la Pallavolo Molfetta, una serie di sei successi consecutivi spinge la squadra nelle zone alte della classifica; il girone d'andata si conclude con il terzo posto in graduatoria, utile anche per qualificarsi alla Coppa Italia di Serie A2. Il girone di ritorno si apre con tre sconfitte consecutive, a cui seguono cinque vittorie; un finale di stagione negativo fa concludere la regular season alla Pallavolo Atripalda al quarto posto. Nei quarti di finale dei play-off promozione la sfida è contro la Pallavolo Padova: nonostante la formazione campana parta con una gara di vantaggio, come da regolamento, viene raggiunta e superata in quattro gare e quindi eliminata.
Il terzo posto conquistato alla fine del girone d'andata permette alla Pallavolo Atripalda di disputare la Coppa Italia di categoria: in semifinale supera per 3-2 l'Argos Volley di Sora; nella finale di Assago invece riesce nell'impresa di sconfiggere per 3-1 la Pallavolo Città di Castello, formazione fino a quel momento imbattuta dall'inizio del campionato, aggiudicandosi il primo trofeo professionistico della sua storia.

## Organigramma societario
Area direttiva
- Presidente: Antonio Guerrera
- Vicepresidente: Antonio Rapolla
- Segreteria generale: Angelo Spica
- Direttore generale: Paolo Foti

Area organizzativa
- Direttore sportivo: Clemente Pesa
- Responsabile federazione: Gianfranco Guerrera
- Consulente fiscale: Giovanni Ferrara

Area tecnica
- Allenatore: Michele Totire
- Allenatore in seconda: Amedeo Ianuale
- Assistente allenatori: Domenico Ricciardi
- Scout man: Francesco Racaniello
- Responsabile settore giovanile: Nicola Lombardi, Goffredo Solimeno

Area comunicazione
- Ufficio stampa: Mario D'Argenio, Enzo Di Micco
- Webmaster: Rino Florio
- Responsabile palasport: Antonio Albanese
- Responsabile progetto scuola: Serena Ricciarelli

Area marketing
- Logistica: Rino Mazza
- Biglietteria: Sabino Nazzaro
- Fotografo: Vito Cioppa

Area sanitaria
- Medico: Elia De Simone, Raffaele Piscopo
- Preparatore atletico: Enzo D'Argenio
- Fisioterapista: Gabriele D'Ambrosio

## Rosa
| N° | Nome               | Ruolo | Data di nascita   | Nazionalità sportiva |
| -- | ------------------ | ----- | ----------------- | -------------------- |
| 1  | Roberto Cazzaniga  | S     | 20 ottobre 1979   | Italia               |
| 2  | Davide Candellaro  | C     | 7 giugno 1989     | Italia               |
| 3  | Andrea Di Marco    | C     | 18 novembre 1982  | Italia               |
| 4  | Danilo Cortina     | L     | 8 giugno 1987     | Italia               |
| 5  | Mario Scappaticcio | P     | 16 aprile 1974    | Italia               |
| 6  | Antonio De Paola   | S     | 7 gennaio 1988    | Italia               |
| 7  | Marco Izzo         | P     | 17 novembre 1994  | Italia               |
| 8  | Enrico Libraro     | S     | 15 aprile 1983    | Italia               |
| 10 | Pasquale Gabriele  | S     | 5 gennaio 1991    | Italia               |
| 12 | Domenico Cavaccini | L     | 13 marzo 1987     | Italia               |
| 13 | Roberto D'Angelo   | S     | 16 settembre 1978 | Italia               |
| 14 | Umberto Picariello | S     | 20 maggio 1988    | Italia               |
| 15 | Milija Mrdak       | S     | 26 ottobre 1991   | Serbia               |
| 18 | Daniele Bassi      | C     | 15 luglio 1980    | Italia               |

## Mercato
| Acquisti | Acquisti           | Acquisti            | Acquisti   |
| R.       | Nome               | da                  | Modalità   |
| -------- | ------------------ | ------------------- | ---------- |
| C        | Daniele Bassi      | Pizzo Calabro       | definitivo |
| C        | Davide Candellaro  | Lupi Santa Croce    | definitivo |
| L        | Domenico Cavaccini | Virtus Potenza      | definitivo |
| S        | Roberto Cazzaniga  | New Mater           | definitivo |
| L        | Danilo Cortina     | Molfetta            | definitivo |
| S        | Roberto D'Angelo   | Rinascita Lagonegro | definitivo |
| C        | Andrea Di Marco    | Loreto              | definitivo |
| S        | Antonio De Paola   | Trentino            | prestito   |
| S        | Pasquale Gabriele  | Club Italia         | definitivo |
| P        | Marco Izzo         | Piemonte            | definitivo |
| S        | Enrico Libraro     | Argos               | definitivo |
| S        | Milija Mrdak       | Vojvodina           | definitivo |
| S        | Umberto Picariello | Nettuno             | definitivo |
| P        | Mario Scappaticcio | Argos               | definitivo |

| Cessioni | Cessioni         | Cessioni          | Cessioni   |
| R.       | Nome             | a                 | Modalità   |
| -------- | ---------------- | ----------------- | ---------- |
| S        | Marcello Bruno   | Materdomini       | definitivo |
| L        | Alessio Coppola  | Almamater         | definitivo |
| C        | Ivan Cuomo       | Almamater         | definitivo |
| C        | Andrea D'Avanzo  | Almamater         | definitivo |
| S        | Zoltán David     | Potentino         | definitivo |
| S        | Ricardo De Paula | UNTreF            | definitivo |
| S        | Cosimo Gallotta  | 4 Torri Ferrara   | definitivo |
| P        | Antonio Libraro  | Almamater         | definitivo |
| C        | Carlo Mor        | Milano            | definitivo |
| S        | Szabolcs Németh  | Beauvais          | definitivo |
| P        | Matteo Paris     | Corigliano Volley | definitivo |
| S/O      | Giuseppe Scialò  | Almamater         | definitivo |

## Risultati

### Serie A2

#### Girone di andata
| 1ª giornata - 7 ottobre 2012 PalaDelMauro, Avellino               | Atripalda         | 3 - 1 | Tricolore       | 25-20, 17-25, 25-20, 25-18        |
| 2ª giornata - 14 ottobre 2012 PalaPrincipi, Potenza Picena        | Potentino         | 1 - 3 | Atripalda       | 25-20, 24-26, 20-25, 18-25        |
| 3ª giornata - 21 ottobre 2012 PalaDelMauro, Avellino              | Atripalda         | 1 - 3 | Molfetta        | 22-25, 26-28, 30-28, 22-25        |
| 4ª giornata - 27 ottobre 2012 PalaDelMauro, Avellino              | Atripalda         | 3 - 2 | Impavida Ortona | 23-25, 21-25, 25-17, 26-24, 15-7  |
| 5ª giornata - 1º novembre 2012 PalaFabris, Padova                 | Padova            | 0 - 3 | Atripalda       | 26-28, 20-25, 12-25               |
| 6ª giornata - 4 novembre 2012 PalaDelMauro, Avellino              | Atripalda         | 3 - 1 | Loreto          | 25-21, 25-14, 22-25, 25-22        |
| 7ª giornata - 11 novembre 2012 PalaPolsinelli, Sora               | Argos             | 2 - 3 | Atripalda       | 25-19, 25-23, 19-25, 21-25, 11-15 |
| 8ª giornata - 17 novembre 2012 PalaDelMauro, Avellino             | Atripalda         | 3 - 0 | Brolo           | 28-26, 25-23, 25-17               |
| 9ª giornata - 2 dicembre 2012 PalaDelMauro, Avellino              | Atripalda         | 3 - 0 | Milano          | 25-16, 25-22, 25-20               |
| 10ª giornata - 9 dicembre 2012 PalaCorigliano, Corigliano Calabro | Corigliano Volley | 3 - 2 | Atripalda       | 25-20, 23-25, 18-25, 25-23, 15-13 |
| 11ª giornata - 16 dicembre 2012 PalaIoan, Città di Castello       | Città di Castello | 3 - 1 | Atripalda       | 25-19, 27-25, 21-25, 25-19        |
| 12ª giornata - 22 dicembre 2012 PalaDelMauro, Avellino            | Atripalda         | 3 - 0 | Matera Bulls    | 25-18, 25-16, 25-19               |

#### Girone di ritorno
| 13ª giornata - 6 gennaio 2013 PalaBigi, Reggio Emilia             | Tricolore       | 3 - 0 | Atripalda         | 26-24, 25-19, 25-20               |
| 14ª giornata - 12 gennaio 2013 PalaDelMauro, Avellino             | Atripalda       | 2 - 3 | Potentino         | 19-25, 17-25, 25-21, 25-16, 16-18 |
| 15ª giornata - 20 gennaio 2013 PalaPoli, Molfetta                 | Molfetta        | 3 - 0 | Atripalda         | 26-24, 25-20, 25-16               |
| 16ª giornata - 27 gennaio 2013 Palasport Comunale, Ortona         | Impavida Ortona | 2 - 3 | Atripalda         | 25-18, 20-25, 26-24, 18-25, 10-15 |
| 17ª giornata - 30 gennaio 2013 PalaDelMauro, Avellino             | Atripalda       | 3 - 0 | Padova            | 28-26, 33-31, 25-19               |
| 18ª giornata - 3 febbraio 2013 PalaSerenelli, Loreto              | Loreto          | 0 - 3 | Atripalda         | 24-26, 18-25, 21-25               |
| 19ª giornata - 10 febbraio 2013 PalaDelMauro, Avellino            | Atripalda       | 3 - 2 | Argos             | 22-25, 27-25, 25-22, 26-28, 15-8  |
| 20ª giornata - 17 febbraio 2013 PalaFantozzi, Capo d'Orlando      | Brolo           | 3 - 0 | Atripalda         | 25-23, 25-21, 27-25               |
| 21ª giornata - 3 marzo 2013 Palazzetto dello Sport (Monza), Monza | Milano          | 3 - 0 | Atripalda         | 25-22, 31-29, 25-20               |
| 22ª giornata - 9 marzo 2013 PalaDelMauro, Avellino                | Atripalda       | 2 - 3 | Corigliano Volley | 22-25, 13-25, 25-16, 25-23, 9-15  |
| 23ª giornata - 17 marzo 2013 PalaDelMauro, Avellino               | Atripalda       | 3 - 0 | Città di Castello | 25-20, 25-21, 25-16               |
| 24ª giornata - 24 marzo 2013 PalaSassi, Matera                    | Matera Bulls    | 0 - 3 | Atripalda         | 15-25, 24-26, 26-28               |

#### Play-off promozione
| Quarti di finale (gara 1) - 31 marzo 2013 PalaFabris, Padova      | Padova    | 3 - 0 | Atripalda | 25-18, 25-21, 25-17               |
| Quarti di finale (gara 2) - 3 aprile 2013 PalaDelMauro, Avellino  | Atripalda | 3 - 2 | Padova    | 24-26, 25-27, 25-20, 29-27, 15-12 |
| Quarti di finale (gara 3) - 7 aprile 2013 PalaFabris, Padova      | Padova    | 3 - 0 | Atripalda | 25-23, 25-14, 25-13               |
| Quarti di finale (gara 4) - 10 aprile 2013 PalaDelMauro, Avellino | Atripalda | 0 - 3 | Padova    | 20-25, 19-25, 20-25               |

### Coppa Italia di Serie A2

#### Fase ad eliminazione diretta
| Semifinali - 26 dicembre 2012 PalaPolsinelli, Sora | Argos             | 2 - 3 | Atripalda | 22-25, 18-25, 25-18, 25-22, 19-21 |
| Finale - 30 dicembre 2012 Mediolanum Forum, Assago | Città di Castello | 1 - 3 | Atripalda | 23-25, 26-28, 25-17, 23-25        |

## Statistiche

### Statistiche di squadra
| Competizione | Punti | In casa | In casa | In casa | In trasferta | In trasferta | In trasferta | Totale | Totale | Totale |
| Competizione | Punti | G       | V       | P       | G            | V            | P            | G      | V      | P      |
| ------------ | ----- | ------- | ------- | ------- | ------------ | ------------ | ------------ | ------ | ------ | ------ |
| Serie A2     | 44    | 14      | 10      | 4       | 14           | 6            | 8            | 28     | 16     | 12     |
| Coppa Italia | -     | -       | -       | -       | 1            | 1            | 0            | 2      | 2      | 0      |
| Totale       | -     | 14      | 10      | 4       | 15           | 7            | 8            | 30     | 18     | 12     |

G = partite giocate; V = partite vinte; P = partite perse

### Statistiche dei giocatori
| Giocatore       | Serie A2 | Serie A2 | Serie A2 | Serie A2 | Serie A2 | Coppa Italia di Serie A2 | Coppa Italia di Serie A2 | Coppa Italia di Serie A2 | Coppa Italia di Serie A2 | Coppa Italia di Serie A2 | Totale | Totale | Totale | Totale | Totale |
| Giocatore       | P        | PT       | AV       | MV       | BV       | P                        | PT                       | AV                       | MV                       | BV                       | P      | PT     | AV     | MV     | BV     |
| --------------- | -------- | -------- | -------- | -------- | -------- | ------------------------ | ------------------------ | ------------------------ | ------------------------ | ------------------------ | ------ | ------ | ------ | ------ | ------ |
| D. Bassi        | 6        | 9        | 6        | 2        | 1        | 0                        | 0                        | 0                        | 0                        | 0                        | 6      | 9      | 6      | 2      | 1      |
| D. Candellaro   | 27       | 247      | 173      | 64       | 10       | 2                        | 26                       | 18                       | 6                        | 2                        | 29     | 273    | 191    | 70     | 12     |
| D. Cavaccini    | 17       | -        | -        | -        | -        | 2                        | -                        | -                        | -                        | -                        | 19     | -      | -      | -      | -      |
| R. Cazzaniga    | 28       | 437      | 385      | 17       | 35       | 2                        | 56                       | 52                       | 2                        | 2                        | 30     | 493    | 437    | 19     | 37     |
| D. Cortina      | 27       | -        | -        | -        | -        | 2                        | -                        | -                        | -                        | -                        | 29     | -      | -      | -      | -      |
| R. D'Angelo     | 10       | 47       | 41       | 3        | 3        | 2                        | 14                       | 12                       | 1                        | 1                        | 12     | 61     | 53     | 4      | 4      |
| A. De Paola     | 23       | 268      | 214      | 36       | 18       | -                        | -                        | -                        | -                        | -                        | 23     | 268    | 214    | 36     | 18     |
| A. Di Marco     | 28       | 241      | 170      | 59       | 12       | 2                        | 23                       | 16                       | 7                        | 0                        | 30     | 264    | 186    | 66     | 12     |
| P. Gabriele     | 7        | 17       | 16       | 0        | 1        | 2                        | 2                        | 2                        | 0                        | 0                        | 9      | 19     | 18     | 0      | 1      |
| M. Izzo         | 27       | 15       | 2        | 11       | 2        | 2                        | 2                        | 2                        | 0                        | 0                        | 29     | 17     | 4      | 11     | 2      |
| E. Libraro      | 28       | 330      | 290      | 22       | 18       | 2                        | 36                       | 30                       | 3                        | 3                        | 30     | 366    | 320    | 25     | 21     |
| M. Mrdak        | 17       | 103      | 95       | 5        | 3        | 1                        | 4                        | 2                        | 2                        | 0                        | 18     | 107    | 97     | 7      | 3      |
| U. Picariello   | -        | -        | -        | -        | -        | -                        | -                        | -                        | -                        | -                        | -      | -      | -      | -      | -      |
| M. Scappaticcio | 28       | 47       | 29       | 14       | 4        | 2                        | 3                        | 2                        | 0                        | 1                        | 30     | 50     | 31     | 14     | 5      |

P = presenze; PT = punti totali; AV = attacchi vincenti; MV = muri vincenti; BV = battute vincenti